# 伊予三島運動公園
伊予三島運動公園（いよみしまうんどうこうえん）は、愛媛県四国中央市にある都市公園（運動公園）である。
伊予三島地区北部の埋め立て地に立地している。1976年から旧伊予三島市により多目的グラウンド、テニスコート、野球場、屋内練習場、相撲場、体育館、プール、バラ園などが建設された。2004年には伊予三島市と周辺市町村と合併して誕生した四国中央市に移管された。

## 沿革
- 1972年（昭和47年） - 都市計画を決定
- 1976年（昭和51年） - 都市計画を変更。建設工事に着手。
- 1979年（昭和54年） - プールが完成。
- 1982年（昭和57年） - テニスコート、野球場が完成。
- 1983年（昭和58年） - スライダープールが完成。
- 1989年（平成元年） - 市民体育館が完成。
- 2004年（平成16年） - 四国中央市に移管。

## 主な施設

### 体育館
開館時の施設名は伊予三島運動公園市民体育館であったが、四国中央市移管時に伊予三島総合運動公園体育館に変更された。メインアリーナ（観客席1,100）、サブアリーナ（観客席80）、格技室（柔道場、剣道場）、トレーニング室等を有する。過去に書道パフォーマンス甲子園、バレーボールVリーグ公式戦、プロバスケットボールbjリーグ公式戦（2012年高松ファイブアローズホームゲーム、2016年大分・愛媛ヒートデビルズホームゲーム）、Bリーグ・愛媛オレンジバイキングスホームゲームなど全国規模のイベントが開催されている。2017年愛媛国体ではフェンシングと空手道の会場となった。

### その他
- 野球場 - グラウンドは両翼92m、センター120mで、約7,000名の観衆が収容可能。
- 多目的グラウンド - 陸上競技400mトラックを有する。
- 屋内練習場
- プール - 50m、流水、造波、幼児、スライダーの5種類のプールを有する。
- 相撲場
- バラ園
- 児童広場 - 遊具を有する。
- 芝生広場
- 産土の塔

## アクセス
- 四国旅客鉄道予讃線伊予三島駅より徒歩25分
- 松山自動車道三島川之江インターチェンジより車で15分